# Ellen Gracie Northfleet
Pour les articles homonymes, voir Ellen.
Ellen Gracie Northfleet est une personnalité juridique brésilienne née le 16 février 1948 à Rio de Janeiro. Elle est juge au Tribunal suprême fédéral brésilien (en portugais : Supremo Tribunal Federal) entre 2000 et 2011 et présidente du TSF (et cinquième personnage de l'État brésilien) du 27 avril 2006 au 23 avril 2008.

## Biographie
Ellen Gracie Northfleet obtient en 1970 un diplôme de premier cycle en droit de la faculté de droit de l'université fédérale du Rio Grande do Sul. Elle suit ensuite des études en anthropologie sociale dans la même université.
En 1971, elle est assistante pour le procureur général de l'État du Rio Grande do Sul. Le 7 novembre 1973, Ellen Gracie Northfleet rejoint le département fédéral des procureurs (Ministério Público Federal) jusqu'à sa nomination en tant que juge fédérale de la quatrième région en 1989.
Entre 1991 et 1992, Ellen Gracie Northfleet obtient une bourse Fulbright du gouvernement des États-Unis et a aidé au développement du projet Global legal information network de la section droit de la bibliothèque du Congrès des États-Unis (United States Law Library of Congress).
Ellen Gracie Northfleet est nommée au Tribunal suprême fédéral le 23 novembre 2000 par le président Fernando Henrique Cardoso. Elle est la première femme nommée au TSF et le 15 mars 2006, les 11 membres de la cour l'élisent à sa présidence. Elle remplace Nelson Jobim au poste de président, qui prend sa retraite judiciaire le 30 mars 2006 pour devenir ministre de la Défense. Ellen Gracie Northfleet est présidente du TSF du 27 avril 2006 au 23 avril 2008.
Ellen Gracie Northfleet enseigne le droit constitutionnel à l'université de Vale do Rio dos Sinos.
Elle fait valoir ses droits à la retraite le 8 août 2011 et est remplacée au TSF par Rosa Weber à partir du 19 décembre 2011.